# Џозеф Рензули
Џозеф Рензули (енгл. Joseph Renzulli; 7. јул 1936) је амерички школски психолог и уважени професор Управног одбора Универзитета Конектиката. 

## Биографија
Рођен је 7. јула 1936. Дипломирао је на Универзитету Рован, магистрирао на Универзитету Рутгерс, а докторирао на Универзитету Вирџиније. Уважени је професор Управног одбора Универзитета у Конектикату где је и директор Националног истраживачког центра за надарене и талентоване. Његово истраживање се фокусира на идентификацију и развој креативности и даровитости код младих и на организационе моделе и курикуларне стратегије за потпуно унапређење школе. Фокус његовог рада је на примени стратегија образовања даровитих за унапређење учења за све ученике. Развио је модел даровитости са три кругова који је промовисао проширену концепцију, као и модел обогаћивања школе за развој талената деце. Познат је по свом доприносу разумевања даровитости и схватања да појединци са високим потенцијалом могу претворити своју имовину у таленат само ако то њихово окружење подстиче. Члан је Америчког психолошког удружења и консултант радне групе Беле куће за образовање даровитих и талентованих. Основао је програм UConn Mentor Connection за даровите младе студенте и летњи програм на Ланд-грант универзитету у Конектикату 1978. године који је послужио хиљадама наставника и администратора из целог света.

## Одабране публикације
- Renzulli, J.S. (1978). What Makes Giftedness? Reexamining a Definition. Phi Delta Kappan, 60(3), 180—184, 261.
- Renzulli, J.S. (1994). Schools for talent development: A practical plan for total school improvement. Mansfield Center, CT: Creative Learning Press.
- Renzulli, J.S., & Reis, S.M. (1985). The schoolwide enrichment model: A comprehensive plan for educational excellence. Mansfield Center, CT: Creative Learning Press.